# Trampolim

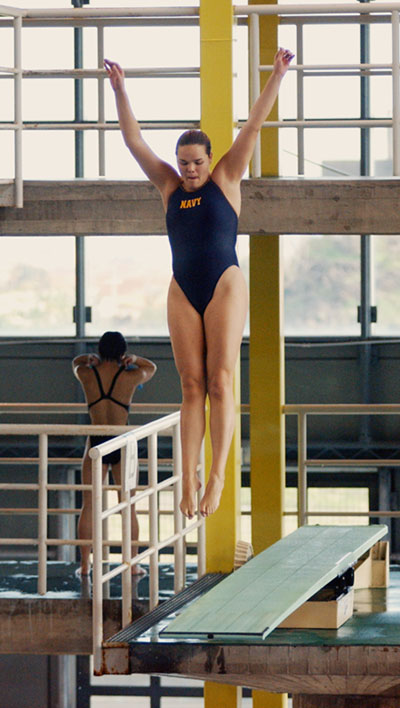
Atleta a pular de um trampolim.

Um trampolim é uma tábua flexível presa ao lado ou a cima de uma piscina.

## Materiais de trampolim
Trampolins modernos são feitos de uma única peça de alumínio extrudado da classe aeronáutico. O Maxiflex Modelo B, o modelo utilizado em todos os grandes eventos competitivos de mergulho, é feito de alumínio, e é tratado termicamente para suportar pressões de 50.000 psi. A superfície antiderrapante da prancha é feita usando uma resina epóxi, com um laminado de sílica e alumina de pedra entre as camadas de topo de resina. Esta resina termocurada é de cor azul água para combinar com a água de uma piscina limpa.
--lhmarx 13h37min de 22 de junho de 2013 (UTC)lhmarx

## Ajuste da constante da mola de trampolim
A constante da mola de um trampolim normalmente é ajustada por meio de um ponto de apoio que está localizado aproximadamente a meio caminho ao longo do trampolim. Trampolins são normalmente operados em regime linear, onde cerca de obedecer a Lei de Hooke. Quando carregados com um mergulhador, a combinação do mergulhador aproximadamente constante massa, e a constante da mola resultará em uma ressonância, que é ajustável por meio de constante da mola (definido pela posição de pivô). Desde que o sistema resultante é em regime de aproximadamente linear, pode ser modelado com bastante precisão por uma segunda ordem equação diferencial. Normalmente, a frequência de ressonância podem ser ajustados em um intervalo de uma razão de 2:1 ou 3:1.

## Contraintuitiva interface de usuário
O fulcro geralmente viaja em um intervalo de cerca de 0,75 metro (30 polegadas), e é definido por meio de um botão que é de aproximadamente 0,35 m (14 polegadas) de diâmetro. Para endurecer a mola (como se a apertá-lo), o botão é rodado normalmente no sentido horário. Isso é contraintuitivo, pois normalmente as coisas são apertadas girando no sentido horário. Além disso, se em pé sobre o trampolim, é difícil de empurrar a roda com o pé, porque o início da mesma precisa virar para o outro lado da forma como ele se move. Isso ocorre porque o artes como mecanismo (normalmente uma "arte suave" feitos de borracha) está na placa e não a matéria, por isso os pivôs da roda em relação à placa, quando girada. Assim, os usuários frequentemente precisam curvar-se e ajustar a roda, ou descer do conselho para definir a roda. Assim, seria muito melhor se a engrenagem estavam na base para que a roda poderia ser empurrado com o pé, mas a tradição (consistência de placa para placa) dictactes manutenção de um "recuo" da convenção,
- Nota - Estar atrás ou na frente do botão, ao invés de diretamente sobre ela, lhe dará uma melhor alavanca idade para mover o fulcro. Isso é conseguido manter-se no corrimão e inclinando o corpo de alguns graus, em seguida, colocar seu pé o mais baixo possível na maçaneta. Desta forma, é possível avançar ainda fulcro o mais difícil.[5]

## Alturas de trampolins
Trampolins são geralmente localizados 1,0 metro ou 3,0 metros acima da superfície da água. É muito raro que um seja montado a uma altura que não sejam essas duas alturas padrão em um ambiente que não seja de competição oficial.

### Alturas históricas de trampolins
Alguns anos atrás, trampolins, geralmente feito de madeira, foram localizados a uma altura de cada 10 pés (aproximadamente 3m), ou 20 pés (cerca de 6m), acima da água.

## Trampolins caseiros
Após um incidente no estado de Washington em 1993, a maioria dos construtores dos EUA e outro grupo estão relutantes em equipar uma piscina residencial com um trampolim de mergulho, assim piscinas de mergulho em casas dos Estados Unidos são muito menos comuns nos dias de hoje. No incidente, Shawn Meneely, de 14 anos, fez um "mergulho suicida" (sua cabeça bateu o fundo) em uma piscina privada e ficou gravemente ferida (tetraplégica). O advogado da família, Fred Zeder, processou o fabricante da placa de mergulho, o construtor da piscina, e o National Spa and Pool Institute sobre a profundidade inadequada da piscina.
O NSPI tinha especificado uma profundidade mínima de 7 pés 6 (2,55 m), que mostrou ser insuficiente no caso acima. A piscina em que mergulhou Meneelly não foi construída com as normas publicadas. Os padrões mudaram depois que o conselho de mergulho da piscina foi instalado conforme o proprietário. Mas o tribunal considerou que a piscina "estava perto o suficiente" para os padrões do NSPI. A ação milionária foi finalmente estabelecida em 2001 para US $ 6,6 milhões dólares (US $ 8.000.000, depois de 2.000.000 de juros foi adicionado), em favor do requerente.